# Safita (dystrykt)
Safita – jedna z 5 jednostek administracyjnych drugiego rzędu (dystrykt) muhafazy Tartus w Syrii.
W 2004 roku dystrykt zamieszkiwało 129 632 osób.